# Ункурлик
Ункурлик — деревня в Нукутском районе Усть-Ордынского Бурятского округа Иркутской области. Входит в состав муниципального образования «Целинный».

## География
Находится в 14 км от районного центра, на высоте 440 м над уровнем моря.
Состоит из 6 улиц: Луговой, Молодёжной, Набережной, Рабочей, Трактовой и Школьной.

## Инфраструктура
В населённом пункте функционируют школа, детский сад «Подснежник», воспитанники которого с раннего детства приобщаются не только к русской, но и к бурятской культуре, также там оборудована сенсорная комната.

## Население
| 2002 | 2010 | 2011 | 2012 |
| ---- | ---- | ---- | ---- |
| 248  | ↗263 | →263 | ↘261 |

## Известные уроженцы
- Ишигенов, Николай Николаевич — участник Великой Отечественной войны, награждён медалями «За боевые заслуги», «За победу над Германией» и «За победу над Японией», юбилейной медалью «20 лет Победы в Великой Отечественной войне», а также орденом Ленина и медалями «За освоение целинных земель» и «Участник ВСХВ»[5]
- Могоева, Екатерина Прокопьевна — труженица тыла[6]
- Деркембаева Ирина Григорьевна — народная артистка Киргизской ССР (25.12.1927-09.10.2021).